# Dzielnica XI Podgórze Duchackie

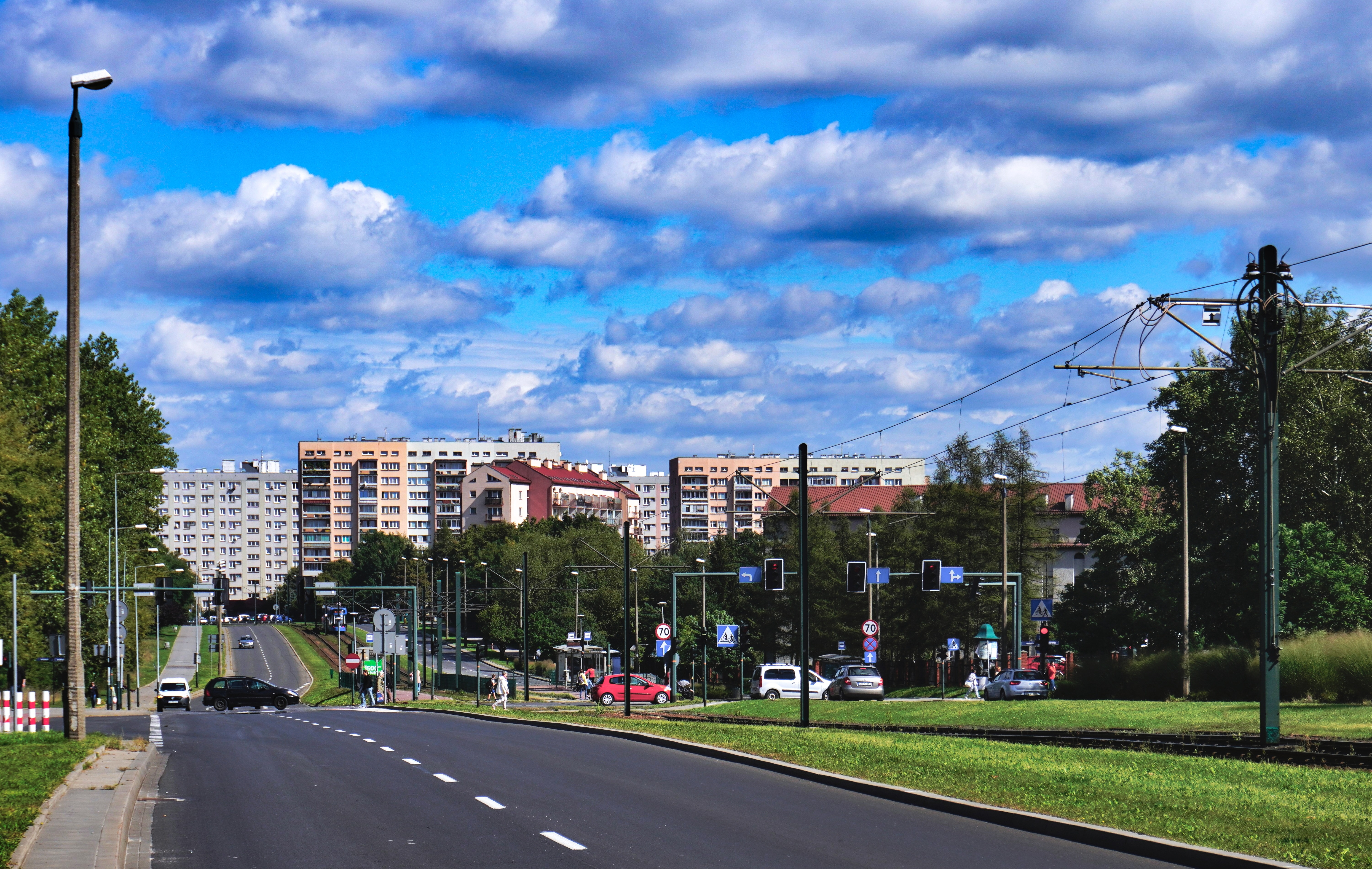
Ulica Nowosądecka

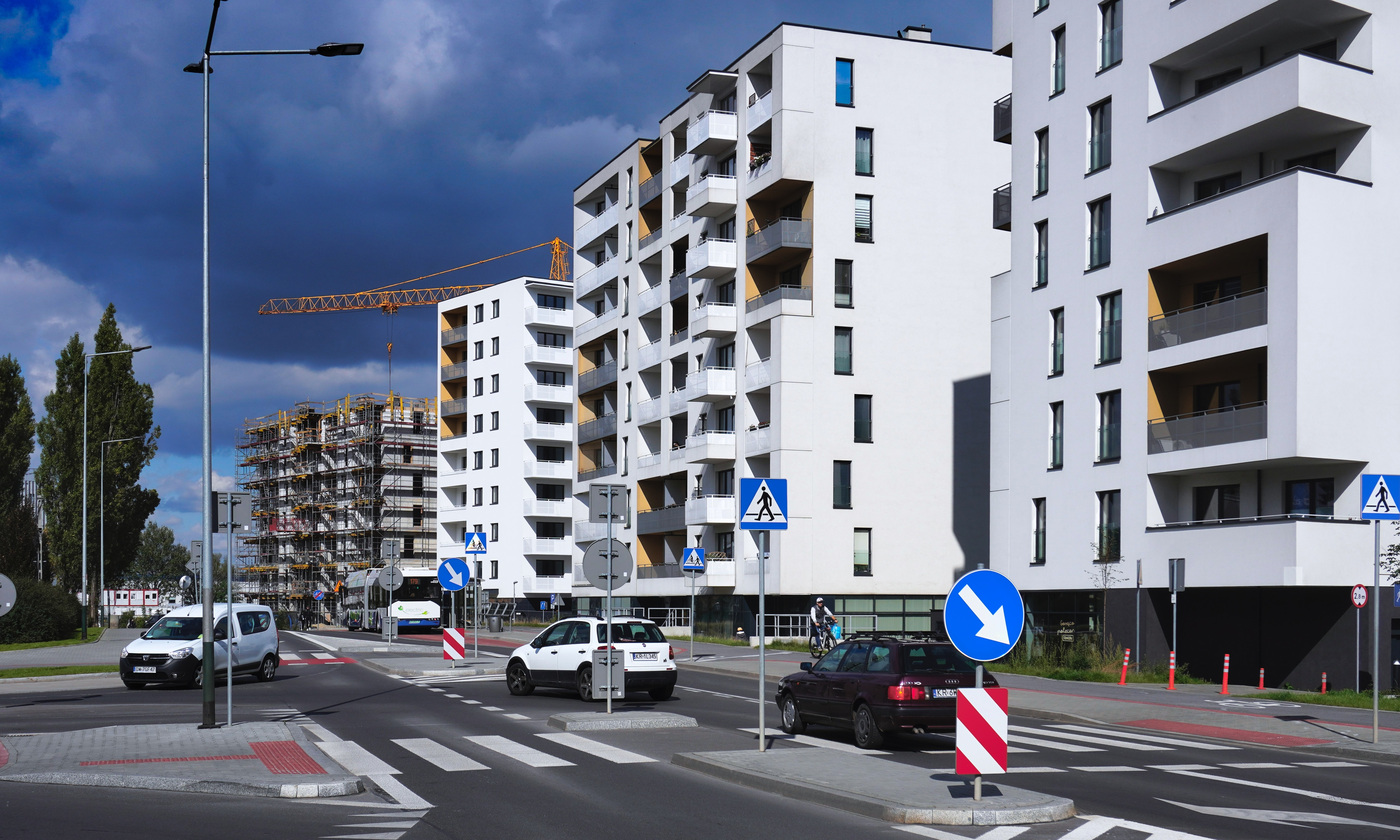
Ulica Walerego Sławka

Dzielnica XI Podgórze Duchackie (do 24 maja 2006 Dzielnica XI Wola Duchacka) – dzielnica, jednostka pomocnicza gminy miejskiej Kraków. Do 1990 r. wchodziła w skład dzielnicy Podgórze.
Przewodniczącym Rady i Zarządu Dzielnicy w kadencji 2023–2028 jest Kazimierz Bożek. Siedziba zarządu dzielnicy znajduje się przy ulicy Marii i Bolesława Wysłouchów 34.

## Demografia
| Rok  | Stan na koniec roku | Uwagi              |
| ---- | ------------------- | ------------------ |
| 2004 | 51.668              |                    |
| 2005 | 51.998              |                    |
| 2006 | 52.333              |                    |
| 2007 | 52.572              |                    |
| 2008 | b/d                 |                    |
| 2009 | 52.742              |                    |
| 2010 | b/d                 |                    |
| 2011 | 52.873              |                    |
| 2012 | 53.033              | stan na 21.02.2012 |
| 2013 | 53.054              | stan na 14.05.2013 |
| 2013 | 53.210              |                    |
| 2014 | 52.859              |                    |
| 2015 | 53.160              |                    |
| 2016 | 53.339              |                    |
| 2018 | 53.410              | stan na 06.01.2018 |
| 2018 | 53.747              |                    |
| 2019 | 54.324              |                    |
| 2020 | 54.346              |                    |
| 2021 | 54.140              |                    |
| 2022 | 53.809              |                    |
| 2023 | 53.592              |                    |

## Osiedla i zwyczajowe jednostki urbanistyczne
- Kurdwanów
- Kurdwanów Nowy
- Osiedle Piaski Nowe
- Osiedle Podlesie
- Piaski Wielkie
- Wola Duchacka
- Wola Duchacka Wschód
- Wola Duchacka Zachód

## Granice dzielnicy
- z Dzielnicą IX graniczy na odcinku od skrzyżowania ul. ks. Tischnera z ul. Turowicza na południe, zachodnią stroną ul. Turowicza do skrzyżowania z ul. Strumienną, dalej na południe zachodnią stroną ulicy Strumiennej do skrzyżowania z ulicą Pierzchówka, dalej w kierunku południowym zachodnią stroną ulicy Pierzchówka do skrzyżowania z ul. Kryształową, dalej na południe zachodnią stroną ul. Kryształowej do skrzyżowania z ul. Turowicza, dalej do północnej strony ul. Przykopy, następnie północną stroną ul. Przykopy do ul. Chmielnej w kierunku południowym, wschodnią stroną ul. Chmielnej do ul. Herberta, dalej na południe zachodnią stroną ul. Herberta do Węzła Łagiewnickiego im. Kard. A. S. Sapiehy, do granicy z Dzielnicą X Swoszowice.
- z Dzielnicą X graniczy na odcinku od strony wschodniej, od przecięcia granicy miasta z potokiem Malinówka w miejscu zejścia się granic pomiędzy obrębami geodezyjnymi 99 i 58 j.e. Podgórze (północno-wschodni narożnik działki 82/27(99P), na zachód do Węzła Łagiewnickiego im. Kard. Adama Stefana Sapiehy południowym skrajem autostrady, południową stroną Węzła Łagiewnickiego im. Kard. A. S. Sapiehy na wschód, do przecięcia autostrady z rzeką Wilgą i granicy z Dzielnicą IX Łagiewniki-Borek Fałęcki.
- z Dzielnicą XII graniczy na odcinku od strony wschodniej od punktu zbiegu granicy miasta z granicami obrębów 99 i 58, w kierunku na północny zachód północno-wschodnią granicą działki 82/26(99P) dalej na zachód w poprzek autostrady, południowymi granicami działek 98/9(58P), 98/22(58P), i północno-zachodnią granicą tejże działki na północny wschód do północno-wschodniej granicy 77/5(99P) i dalej na północny zachód północno-zachodnimi granicami działek 77/5(99P) i 77/6(99P) dalej na północny wschód północno-wschodnią granicą 77/3(99P) do ul Kosocickiej i dalej w poprzek ul. Kosocickiej na północny wschód granicą obrębów 58 i 60, tj. północno-zachodnią stroną ul. Kosocickiej do ul. Słona Woda, dalej na północny zachód północno-wschodnią stroną ul. Słona Woda do ul. Kostaneckiego i w poprzek ul. Kostaneckiego do ul. Obronnej. Dalej na wschód, w poprzek ul. Obronnej wzdłuż północnej strony ul. Mokrej do ul. Badurskiego. Na końcu ul. Badurskiego na północny zachód północno-zachodnimi granicami dz. 165/59(59P), 85/2(59P), 52/6(59P), 52/9(59P), do rzeki Drwinki. Wzdłuż południowej strony rz. Drwinki na południowy zachód wzdłuż ul. Facimiech do ul. Podlesie, południowo-zachodnimi granicami działek 52/9(59P), 152(59P), 151(59P), 41/2(59P), 40/2(59P), 147(59P), 37/4(59P), w poprzek ul. Podlesie, południowo-zachodnią granicą 134/6(59P), dalej na zachód południowymi granicami 154(59P), 317(50P), 235/28(50P), 317(50P), 274(50P), 286(50P), 505(61P), 507(61P), 508(61P), 509(61P), 518/1(61P), 515(61P) do ul. Nowosądeckiej, dalej w poprzek ul. Nowosądeckiej, w kierunku północno-wschodnim północno-wschodnimi granicami działek 494(61P) i 493(61P), dalej na północny wschód północno-wschodnią stroną ul. Nowosądeckiej południowo-wschodnimi granicami działek 811/61(49P), 811/62(49P), 792/1(49P), 797/1(49P), 729/7(49P), 570/5(49P), 695/7(49P), 695/4(49P), 271/9(50P), 271/11(50P), 271/10(50P), 104/12(50P), 330/2(50P), 104/10(50P), 283/1(50P), 92/3(50P), 322/2(50P), 36/37(50P), 36/39(50P), 36/34(50P), 294/5(50P), 294/6(50P), 501/7(50P), 50/27(50P), 50/25(50P), 50/32(50P) do skrzyżowania z ul. Wielicką, dalej na północny zachód północno-zachodnią stroną ul. Wielickiej do skrzyżowania z granicą pomiędzy obrębami nr 52 i 53 północno-zachodnią granicą dz. 51/10(50P) dalej na północny wschód północno-wschodnimi granicami dz. 156/13(51P), 156/14(51P), 198/24(51P) i dalej na północny zachód północno-zachodnią granicą tejże działki do ul. Malborskiej do granicy Dzielnicy XIII Podgórze.
- z Dzielnicą XIII graniczy na odcinku od skrzyżowania granic pomiędzy obrębami nr 52 i 53 (rejon ul. Malborskiej) z ul. Wielicką w kierunku północno-zachodnim, zachodnią stroną ul. Wielickiej do skrzyżowania z granicą pomiędzy działkami 141/3(51P) („KS Kabel”) i działką 341/6(51P) (tereny osiedla “Kabel”), dalej w kierunku zachodnim południową granicą działki 341/6(51P) do ul. Siemomysła, dalej w kierunku północnym wschodnią stroną ul. Siemomysła (działka 211/31(51P)) do styku z działką 39/3(51P), dalej w kierunku północnym wschodnią stroną działki 39/3(51P), w kierunku zachodnim północną granicą działek 39/3(51P), 39/2(51P), 204(51P) do ul. Heltmana, dalej w kierunku północno-zachodnim wschodnią stroną ul. Heltmana do ulicy Abrahama, dalej w kierunku zachodnim północną stroną ul. Abrahama do ul. Kamieńskiego (granica pomiędzy obrębami nr 29 i 51), dalej w kierunku zachodnim południową stroną ul. Kamieńskiego do skrzyżowania z linią kolejową Kraków-Skawina, dalej w kierunku na południe zachodnią stroną linii kolejowej Kraków-Skawina do skrzyżowania z ul. Turowicza w poprzek ul. Turowicza do granicy z Dzielnicą IX Łagiewniki-Borek Fałęcki.”